# Angudes
Angudes (oficialmente San Xoán de Angudes) es una parroquia española del municipio de Creciente, perteneciente a la provincia de Pontevedra, en la comunidad autónoma de Galicia.

## Historia
Hacia mediados del siglo XIX, la parroquia, ya por entonces perteneciente a Creciente, tenía contabilizada una población de 435 habitantes. Aparece descrita en el segundo volumen del Diccionario geográfico-estadístico-histórico de España y sus posesiones de Ultramar de Pascual Madoz con las siguientes palabras:

ANGUDES (San Juan): felig. en la prov. de Pontevedra (8 leg.), dióc. de Tuy (9). part. jud. de Cañiza (1), y ayunt. de Creciente (1): sit. al NO. y orilla der. del r. Miño: clima sano: tiene 87 casas de pocas comodidades, distríbuidas en los l. ó ald. que la componen; que son Carreira, Paradela, Pousa, Quinta, Rial, y Samboy; hay escuela bastante concurrida y dotada por una obra pia. La igl. parr. (San Juan) está servida por un curato de entrada y patronato del marques de Mos: fue anejo de la colejiata de San Pedro de Creciente: hay 2 ermitas; la del Rosario en el l. de Paradela, y la de la Virgen del Camino en el terr. de San Roque del Freijo: el térm. confina por N. con el de Sta. Maria de Rebondechan y monte comun, denominado Requean, por E. con el de Sta. Cruz de Sendelle, por S. con el monte llamado Virgen del Camino, y por O. con el citado r. Miño: el terreno es pedregoso y en parte de regadío; y su cabida asciende á 260 fan. de tierra, de las cuales se cultivan 145, resultando 9 de primera calidad, 56 de segunda y 80 de tercera; en el terreno inculto se encuentran buenos pastos y algunos árboles, cuya madera sirve para combustible: caminos: el que dirige á Ribadavia en estado regular, y el que va á la barca del Pontancho sobre el Miño, térm. de dicha parr.: el correo se recibe de Ribadavia por medio de cartero, todos los domingos.: prod.: maiz, centeno, lino, vino y castañas de buena calidad, cria ganado vacuno, lanar y de cerda; hay caza de perdices y conejos, y se pescan sábalos, lampreas, salmones y truchas del r. Miño : ind.; la agricola: pobl.: 87 vec.: 435 alm.: contr. con su ayunt. (V.).
(Madoz, 1845, p. 313)

En 2023, tenía empadronados 56 habitantes.